# Sinh con dưới nước

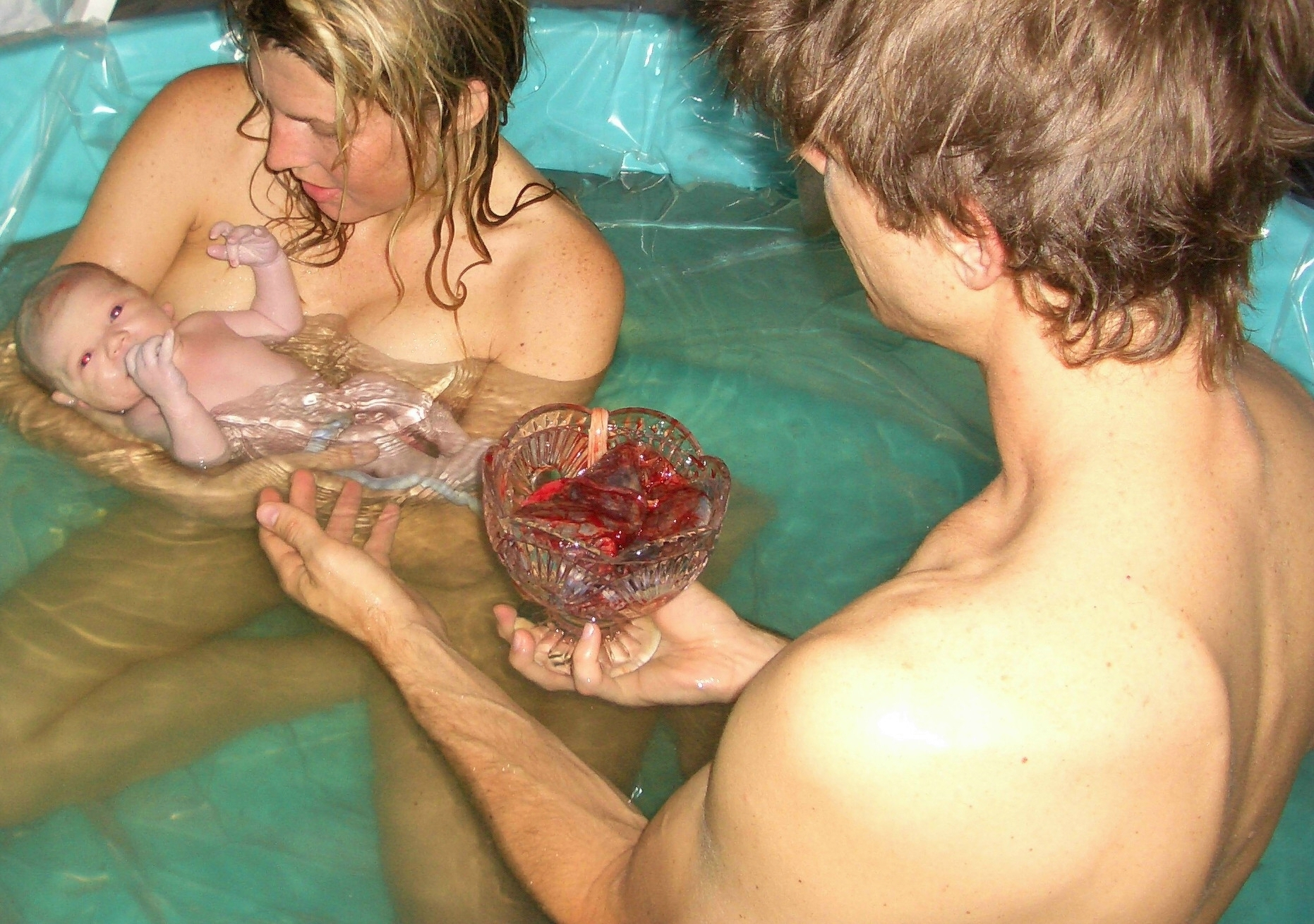
Một ví dụ về một người mẹ tham gia vào một cuộc sinh nở dưới nước.

Sinh con dưới nước hay sinh đẻ dưới nước là quá trình sinh con xảy ra trong nước. Những người đề xuất phương pháp này tin rằng kết quả sinh con dưới nước trong một trải nghiệm thoải mái hơn, ít đau đớn hơn, thúc đẩy một mô hình chăm sóc dùng nữ hộ sinh thay vì bệnh viện. Các nhà phê bình cho rằng sự an toàn khi sinh dưới nước chưa được chứng minh một cách khoa học và một loạt các kết quả sơ sinh bất lợi đã được ghi nhận, bao gồm nhiễm trùng cho mẹ hoặc con tăng lên và khả năng bị đuối nước ở trẻ sơ sinh. Một báo cáo năm 2018 của Cochrane Review về việc ngâm nước trong giai đoạn đầu chuyển dạ cho thấy thấy bằng chứng của việc ít phải sử dụng gây tê cột sống và vài tác dụng phụ nhưng không đủ thông tin liên quan đến việc sinh đẻ dưới nước. Các tổ chức phụ huynh, trẻ em và sinh nở đã đưa ra các tuyên bố vừa ủng hộ vừa chỉ trích việc sinh nở dưới nước.

## Những lợi ích
Một mức độ trung bình đến yếu của bằng chứng chỉ ra rằng ngâm nước trong giai đoạn đầu tiên của việc sinh nở làm giảm cơn đau chuyển dạ. Một báo cáo năm 2018 của  Cochrane Review thấy rằng việc ngâm mình trong nước trong giai đoạn đầu tiên của sinh nở làm giảm việc sử dụng các thuốc gây mê tiêm cột sống, tuy nhiên không có bằng chứng rõ ràng về những lợi ích của ngâm nước cho giai đoạn hai của chuyển dạ hoặc sinh đẻ dưới nước đầy đủ.  Không có bằng chứng về tác dụng phụ tăng lên đối với ngâm trong giai đoạn đầu hoặc giai đoạn thứ hai của chuyển dạ.  Không có bằng chứng mạnh mẽ nào cho thấy việc sinh ra nước làm giảm chấn thương rách hoặc đáy chậu.
Sinh đẻ dưới nước có thể cung cấp hỗ trợ vùng đáy chậu cho một bà mẹ khi sinh, và một số giả thuyết cho rằng điều này có thể làm giảm nguy cơ rách đáy chậu và giảm việc sử dụng phẫu thuật cắt tầng sinh môn.
Một đánh giá năm 2014 đã báo cáo rằng người ta đã thấy rằng ngâm nước trong giai đoạn đầu chuyển dạ có thể làm giảm thời gian của giai đoạn đầu tiên, giảm đau khi chuyển dạ và sử dụng thuốc giảm đau ngoài màng cứng / cột sống. Nó cũng liên quan đến tỷ lệ sinh mổ thấp hơn và giảm các triệu chứng tiểu không tự chủ căng thẳng 42 ngày sau khi sinh. Tổng quan báo cáo rằng việc ngâm trong khi chuyển dạ dường như không làm tăng tỷ lệ nhiễm trùng cho mẹ hoặc em bé, và điểm số APGAR cho em bé tương tự như sinh thường.

## Rủi ro và lo ngại
Đại học Phụ sản và Bác sĩ Phụ khoa Hoàng gia Anh và Đại học Nữ hộ sinh Hoàng gia đã ban hành một tuyên bố chung hỗ trợ sinh con cho những phụ nữ khỏe mạnh mang thai không biến chứng nhưng không khuyên sinh dưới nước trong trường hợp có biến chứng.

Trong một bài bình luận năm 2005, Ủy ban về thai nhi và trẻ sơ sinh của Học viện nhi khoa Hoa Kỳ (AAP) đã đưa ra một phân tích về các tài liệu khoa học liên quan đến việc sinh dưới nước. Ủy ban lưu ý một số nghiên cứu tích cực đối với sinh dưới nước nhưng tiếp tục chỉ trích họ vì thiếu kiểm soát khoa học thích hợp, một số lượng đáng kể trẻ sơ sinh tử vong và bệnh tật, và thiếu thông tin chung để hỗ trợ việc sử dụng hình thức sinh đẻ này. Bài viết kết luận: 
 Sự an toàn và hiệu quả của việc sinh con dưới nước cho trẻ sơ sinh chưa được thiết lập. Không có bằng chứng thuyết phục về lợi ích cho trẻ sơ sinh nhưng một số lo ngại về tác hại nghiêm trọng. Do đó, sinh con dưới nước nên được coi là một quy trình thử nghiệm không nên được thực hiện ngoại trừ trong bối cảnh RCT được thiết kế phù hợp sau khi có sự đồng ý của cha mẹ. 